# YouTube Symphony Orchestra
La YouTube Symphony Orchestra (YTSO) è un'orchestra formata da musicisti selezionati mediante audizioni filmate e caricate dai candidati su YouTube. L'orchestra, che ha la partnership della London Symphony Orchestra e altre orchestre nel mondo, è stata fondata il 1º dicembre 2008, ed è la prima orchestra formata mediante sistemi di collaborazione multimediali.
Le prime audizioni sono state fatte a partire dal 28 gennaio 2009; i musicisti candidati hanno postato su YouTube un video della loro esecuzione di "The Internet Symphony No. 1, 'Eroica'", composta da Tan Dun, insieme ad un secondo video di audizione. Musicisti di ogni cultura sono stati invitati all'audizione e nessun particolare strumento musicale è stato indicato come richiesto o necessario: ogni musicista ha eseguito una parte della composizione con il proprio strumento. I finalisti selezionati sono poi stati votati dalla comunità di YouTube.

## Concerti
I vincitori, principalmente musicisti non professionisti, fra cui anche due italiani, sono stati invitati a New York nell'aprile 2009 per partecipare al concerto della YouTube Symphony Orchestra presso la Carnegie Hall sotto la direzione di Michael Tilson Thomas. Il concerto e le audizioni hanno avuto circa 15 milioni di spettatori su YouTube.
Il concerto aveva in programma una serie di brevi brani, eseguiti anche da alcuni solisti di rilievo come Joshua Roman, Gil Shaham, Measha Brueggergosman, Yuja Wang, ed il compositore Mason Bates. Tre bambini, seguiti personalmente dal pianista Lang Lang, hanno eseguito un valzer di Sergej Vasil'evič Rachmaninov a sei mani.
Nell'ottobre 2010 sono state riproposte le audizioni per un successivo concerto, questa volta a Sydney, svoltosi nel marzo 2011.